# Escut i bandera de Cortes d'Arenós
L'escut i la bandera de Cortes d'Arenós són els símbols representatius de Cortes d'Arenós, municipi del País Valencià, a la comarca de l'Alt Millars.

## Escut heràldic
L'escut oficial de Cortes d'Arenós té el següent blasonament:
| « | Escut quadrilong de punta redona. En camper d'atzur, un castell d'argent, maçonat de sable i aclarit d'atzur, sobre ones d'argent, acostat de dos roures del seu color. Al timbre, corona reial oberta. | » |

## Bandera
La bandera oficial de Cortes d'Arenós té la següent descripció:
| « | Bandera de proporcions 2:3. Sobre un fons blau, tres franges ondades de gris perla; centrat damunt de les ondes, un castell gris perla, obert i maçonat de negre, acostat de dos arbres roures del seu color. | » |

## Història

Escut fins 2006.

L'escut s'aprovà per Resolució de 20 de gener de 2006, del conseller de Justícia, Interior i Administracions Públiques, publicada en el DOGV núm. 5.197, de 13 de febrer de 2006.
L'escut intenta reflectir la situació topogràfica de la vila, vora el riu de Cortes i voltada de boscos. S'hi representa l'antic castell de la localitat. Els esmalts del camper, atzur i argent, i també les faixes ondades, són trets de les armes dels Arenós, senyors de la baronia homònima.
Fins 2006 l'Ajuntament utilitzà un escut amb el Senyal Reial damunt d'una cartela verda.
La bandera s'aprovà per Resolució de 31 de juliol de 2014, del conseller de Presidència i Agricultura, Pesca, Alimentació i Aigua, publicada en el DOCV núm. 7.346, de 26 d'agost de 2014.